# 別再想見我
別再想見我（英語：Yesterday No More）是臺灣男演員、歌手許光漢的首支個人數位單曲，由何樂音樂於2020年10月27日在各大音樂平臺正式發行，其後收錄於2021年12月發行的《許光漢》專輯當中。歌曲畫面以擁抱為開端，許光漢的歌聲輕柔淡漠的唱出當與逝去的感情重逢，糾結苦痛的內心獨白。單曲封面由曾入圍金曲獎最佳裝幀設計獎的新銳平面設計師楊士慶操刀，營造彷彿置身水中的窒息感。創作者戴佩妮其後重新翻唱，收錄於2024年11月11日發行的概念專輯《雙生火焰》。

## 背景
別再想見我是許光漢首次發表的音樂作品，由曾獲金曲獎最佳國語女歌手獎的戴佩妮負責詞曲創作及擔任製作人、由Martin Tang編曲。戴佩妮和許光漢在2011年曾為唱片公司同門，之後許光漢於2013年演出戴佩妮演唱與執導的歌曲〈你怎麼可以安心的睡著〉之音樂錄影帶。時隔多年，此次戴佩妮收到歌曲提案，幾經思考後創作出這首為許光漢量身打造的歌曲。許光漢如同演戲時憑藉著直覺進入角色，他在詮釋該曲時亦把自己放進歌裡，讓聽者聆聽歌曲就能感受到畫面感。

### 宣傳
何樂音樂於2020年10月23日至25日期間，連續三日於社群網站上釋出名為別再想見我的音樂短預告。10月26日，正式公開該曲的演唱者為許光漢，歌曲在當日先行於各大電臺首播。

### 迴響
別再想見我於各大音樂平臺上架後，在24小時內即登上臺灣KKBOX綜合新歌即時榜冠軍，亦位居臺灣、香港、馬來西亞的KKBOX華語新歌日榜首位，並空降臺灣的新歌即時榜及華語新歌週榜冠軍。除此之外，該歌曲在Line Music、Apple Music、friDay音樂等音樂平臺均獲佳績。歌曲發表兩個月，即進入台灣、香港、馬來西亞、新加坡的2020年KKBOX華語年度百大單曲榜單。

## 音樂影片
何樂音樂於2020年11月9日開設許光漢的官方Youtube頻道，並於11月13日上傳別再想見我的MV Teaser。該歌曲的完整版MV於同月17日正式上線，由曾與許光漢合作影集《罪夢者》的陳映蓉執導，並邀金鐘獎、臺北電影獎雙影后尹馨以及實力派演員徐華謙共同演出，尹馨和許光漢曾合作電影《陽光普照》，此次是她首度演出MV。MV僅有單一場景，劇情穿插幾句簡單對白，全程由三位演員的眼神交流演繹複雜的情感流動。

## 製作團隊
註：參見影片下方說明文字之人員名單。

### 音樂
- 戴佩妮 — 作詞、作曲、製作
- 吳貞儀 — 執行製作、合音編寫
- Martin Tang — 編曲
- 巨壬藝術弦樂團 — 弦樂四重奏
- 張鈞雅 — 第一小提琴
- 黎劭璇 — 第二小提琴
- 吳惠琪 — 中提琴
- 黃盈媛 — 大提琴
- 黃則翔 — 合音編寫、合音
- 王永鈞 — 錄音師
- 凌于倩 — 錄音助理
- 曾東鋐 — 錄音助理
- 彭騰緯 — 錄音助理
- 強力錄音室 — 錄音室
- 林正忠 — 混音師
- 白金錄音室 — 混音室
- 孫仲舒 — 母帶後期處理錄音師
- 鈺德科技股份有限公司 — 母帶後期處理錄音室
- 薩摩亞商妮樂佛創意有限公司（臺灣分公司） — OP
- Universal Music Publishing Ltd Taiwan — SP

### 影像
| - 尹馨、許光漢、徐華謙 — 主演 - 南北人 — 製作 - 陳映蓉 — 編導、剪接 - 陳柏翰 — 製片 - 周心宇 — 副導 - 戴昌煥 — 執行製片 - 裴佶緯 — 攝影指導 - 達牧殷艾、杜冠興 — 攝影師 - 何晟豪、蔡宜廷、符致龍 — 攝影組 - 賴楊文 — 燈光師 - 張志民、張明詩、王雋元 — 燈光組 - 施筱柔 — 美術 - 鄭宛甄 — 執行美術 | 造型 - 施筱柔 — 造型師 - 蔡盈穎 — 造型助理 - Edmund Lin from ZOOM Hairstyling — 許光漢髮型師 - 高秀雯（美少女工作室） — 許光漢化妝師 - 張依庭 — 化妝師 - 黃勝瑜 — 髮型師 - 徐宗詮 — 收音師 - 劉岳儒 — 收音組 | 演員 - 黃威猛 — 領班 - 彭敬軒 — 服務生 - Eason — 酒保 - 朱曼寧 — 情侶 - 謝沂倫 — 情侶 - 陳樂彰 — 酒客 | 幕後 - 陳靜媚 — 演員選角 - 蔡佳恩 — 選角助理 - 鏡頭銀行 — 攝影器材 - 成功片場 — 燈光器材 - 傳翼數位影像股份有限公司 — 後期製作 - 周佳聖 — 調光師 - 邱羿寧 — 動態側拍 - 王晨熙 — 平面側拍 |

## 榜單成績
| 榜單                           | 最高名次 | 最高名次 | 備註          |
| 榜單                           | 日榜     | 週榜     | 備註          |
| ------------------------------ | -------- | -------- | ------------- |
| KKBOX 華語新歌榜單（臺灣）     | 1        | 1        | [ 11 ] [ 12 ] |
| KKBOX 華語單曲榜單（臺灣）     | 2        | 3        | [ 13 ] [ 14 ] |
| KKBOX 華語專輯榜單（臺灣）     | －       | 8        | [ 15 ]        |
| KKBOX 華語新歌榜單（香港）     | 1        | 1        | [ 16 ] [ 17 ] |
| KKBOX 華語單曲榜單（香港）     | 1        | 2        | [ 18 ] [ 19 ] |
| KKBOX 華語專輯榜單（香港）     | －       | 5        | [ 20 ]        |
| KKBOX 華語新歌榜單（馬來西亞） | 1        | 1        | [ 21 ] [ 22 ] |
| KKBOX 華語單曲榜單（馬來西亞） | 2        | 3        | [ 23 ] [ 24 ] |
| KKBOX 華語專輯榜單（馬來西亞） | －       | 12       | [ 25 ]        |
| KKBOX 華語新歌榜單（新加坡）   | 1        | 1        | [ 26 ] [ 27 ] |
| KKBOX 華語單曲榜單（新加坡）   | 3        | 3        | [ 28 ] [ 29 ] |
| KKBOX 華語專輯榜單（新加坡）   | －       | 6        | [ 30 ]        |
| HITO中文排行榜（臺灣）         | －       | 1        | [ 31 ]        |
| 流行音樂全金榜（臺灣）         | －       | 2        | [ 32 ]        |

### 年度榜單
| 榜單                               | 最高名次 | 備註   |
| ---------------------------------- | -------- | ------ |
| KKBOX 華語年度百大單曲（香港）     | 30       | [ 33 ] |
| KKBOX 華語年度百大單曲（馬來西亞） | 65       | [ 34 ] |
| KKBOX 華語年度百大單曲（新加坡）   | 66       | [ 35 ] |
| KKBOX 華語年度百大單曲（臺灣）     | 81       | [ 36 ] |
| Hit FM 年度百首單曲（臺灣）        | 82       | [ 37 ] |

## 外部連結
- YouTube上的許光漢官方專屬頻道 （繁體中文）